# Alejandro Rodríguez Fernández
Alejandro Rodríguez Fernández (Albacete, 1984-Chinchilla de Montearagón, 29 de marzo de 2010) fue un deportista español que competía en parapente acrobático, campeón del mundo en 2007. Junto a sus hermanos Félix y Raúl Rodríguez, se convirtió en una leyenda mundial de este deporte.

## Biografía
Alejando Rofríguez nació en Albacete en 1984, hijo del dueño de una escuela de parapente. Desde muy pequeño comenzó a practicar este deporte. Tras cosechar diversos éxitos, en 2007 se proclamó campeón del mundo de parapente acrobático por equipos en el Campeonato del Mundo de Parapente Acrobático.
El 29 de marzo de 2010 falleció a los 26 años de edad mientras se entrenaba en el mirador de la Sala de Chinchilla de Montearagón (Albacete) tras salir desde ese punto con su parapente. Cuando falleció ocupaba el puesto 26 del ranking mundial.
En abril de 2010 recibió la Medalla de Plata de Castilla-La Mancha a título póstumo.

## Palmarés

### Campeonato del mundo
| Año  | Lugar     | Medalla        |
| ---- | --------- | -------------- |
| 2007 | Australia | Medalla de oro |